# Cabut de cinc colors
El cabut de cinc colors (Capito quinticolor) és una espècie d'ocell de la família dels capitònids (Capitonidae) que habita l'oest de Colòmbia i el nord-oest de l'Equador.